# Adolfas Šleževičius
Adolfas Šleževičius (* 2. Februar 1948 in Mirskiškė, Rajongemeinde Šiauliai; † 6. Dezember 2022 in Pelekas, Rajongemeinde Ignalina) war ein litauischer Geschäftsmann, Politiker, Ministerpräsident der Litauischen Demokratischen Arbeitspartei (LDDP).

## Studium und berufliche Laufbahn
Nach dem Schulbesuch absolvierte er von 1967 bis 1971 ein Diplomstudium der Mechanik und Ingenieurwissenschaften am Polytechnischen Institut von Kaunas. Anschließend war er als Ingenieur im Maschinenbau-Kombinat von Kaunas tätig. Von 1971 bis 1972 lehrte er am Technikum für Lebensmittelindustrie in Kaunas. Nach der Promotion war er von 1977 bis 1981 Stellvertreter des Ministers für Fleisch- und Milchindustrie im Ministerium von Sowjetlitauen. Anschließend wurde er Volkswirt im Institut für Finanzen des Ministerrates der UdSSR.
Von 1983 bis 1989 war er Direktor eines Agrarwirtschaftlichen Kombinates. Im Anschluss daran war er erster stellvertretender Landwirtschaftsminister Litauens, ehe er nach der Unabhängigkeit Litauens am 11. März 1990 Präsident des Litauisch-Norwegischen Joint Venture C.-Olsen-Baltic wurde. Nach der Unabhängigkeit trat er von der Litauischen Kommunistischen Partei (Lietuvos komunistų partija, LKP) zur neu gegründeten Litauischen Demokratischen Arbeiterpartei über.

## Ministerpräsident von 1993 bis 1996 und Misstrauensvotum
Am 10. März 1993 wurde er als Nachfolger von Bronislovas Lubys zum Ministerpräsidenten gewählt. Während seiner Regierungszeit setzte er den nach der Unabhängigkeit begonnenen Reformkurs mit größerer sozialer Rücksichtnahme fort und bemühte sich um gute Beziehungen zum Westen wie zu Russland. Darüber hinaus führte seine Regierung eine Währungsbehörde ein, um die Wirtschaftsreformen finanzpolitisch zu stützen.
Das Amt des Ministerpräsidenten übte er bis zu seiner Ablösung durch Laurynas Mindaugas Stankevičius am 15. Februar 1996 aus, nachdem ihm am 8. Februar 1996 mit nur 24 Stimmen gegen 96 Stimmen das Misstrauen durch das Parlament (Seimas) ausgesprochen wurde.
Im Anschluss daran war er wieder als Geschäftsmann tätig. Später kam es nach einer Anfrage von zwei Abgeordneten des Seimas zu einem Ermittlungsverfahren wegen Amtsmissbrauchs aufgrund finanzieller Ungeklärtheiten in einem Bankenskandal. Wegen der Länge des Ermittlungsverfahrens, das zu keiner Anklage führte, reichte Šleževičius eine Beschwerde beim Europäischen Gerichtshof für Menschenrechte in Straßburg ein. Dieses sah einen Verstoß gegen das in Artikel 6 der Europäischen Menschenrechtskonvention geregelte Recht auf eine schnelle Anhörung und sprach ihm am 23. Oktober 2001 einen Schadens- und Kostenersatz von insgesamt 100.000 Litas zu.

## Familie
Šleževičius war zweimal verheiratet. Seine erste Frau von 1970 bis April 1999 war Birutė Šleževičienė († Herbst 1999), mit der er in Žvėrynas lebte. Nach dem Ehebruch litt seine Frau Birutė an Depression und wurde später tot in ihrer Wohnung gefunden. Die jüngere Tochter Aistė Šleževičiūtė (* 1984) ist Juristin, Wettbewerbsrechtlerin, Absolventin der University of Bristol, der Universität Leiden und  King’s College London, Doktorandin der University of Edinburgh, arbeitet als Legal Counsel bei Law Firm RB. Die ältere Tochter Kristina Šleževičiūtė (* 1971) lebt mit ihrer Familie.
Die zweite Ehefrau seit 2000 war Janina Šleževičienė (ehem. Račkienė), ehemalige Leiterin der Kantine der Regierungskanzlei der Republik Litauen und damalige Ehefrau eines Beamten vom Regierungsapparat Litauens, die Šleževičius während seines Dienstes an der Litauischen Regierung kennenlernte und mit der er später in Valakampiai wohnte.

## Ehrungen
- Ehrenbürger von Kelmė